# 1976年ウィンブルドン選手権
1976年 ウィンブルドン選手権（1976ねんウィンブルドンせんしゅけん、The Championships, Wimbledon 1976）は、イギリス・ロンドン郊外にある「オールイングランド・ローンテニス・アンド・クローケー・クラブ」にて、1976年6月21日から7月3日にかけて開催された。

## 大会の流れ
- 男子シングルスは「128名」の選手による通常の7回戦制で行われた。シード選手は16名。
- 女子シングルスは「96名」の選手による7回戦制で行われ、32名の選手は「1回戦不戦勝」（抽選表では“Bye”と表示）があった。シード選手は12名。シード選手でも、1回戦から出場した人と、2回戦から登場した人がいる。2回戦から登場した選手が初戦敗退の場合は「2回戦＝初戦」と表記する。

## シード選手

### 男子シングルス
1. アーサー・アッシュ　（4回戦）
2. ジミー・コナーズ　（ベスト8）
3. イリ・ナスターゼ　（準優勝）
4. ビョルン・ボルグ　（初優勝）
5. アドリアーノ・パナッタ　（3回戦）
6. ギレルモ・ビラス　（ベスト8）
7. ロスコー・タナー　（ベスト4）
8. ラウル・ラミレス　（ベスト4）
9. トム・オッカー　（3回戦）
10. ジョン・ニューカム　（3回戦）
11. （大会開始前に棄権）
12. トニー・ローチ　（4回戦）
13. ハイメ・フィヨル　（3回戦）
14. ブライアン・ゴットフリート　（4回戦）
15. （大会開始前に棄権）
16. スタン・スミス　（4回戦）

### 女子シングルス
1. クリス・エバート　（優勝、2年ぶり2度目）
2. イボンヌ・グーラゴング・コーリー　（準優勝）
3. バージニア・ウェード　（ベスト4）
4. マルチナ・ナブラチロワ　（ベスト4）
5. オルガ・モロゾワ　（ベスト8）
6. ロージー・カザルス　（ベスト8）
7. スー・バーカー　（ベスト8）
8. ケリー・レイド　（ベスト8）

## 大会経過

### 男子シングルス
準々決勝
- ラウル・ラミレス vs.  ビタス・ゲルレイティス　4-6, 6-4, 6-2, 6-4
- イリ・ナスターゼ vs.  チャーリー・パサレル　6-4, 6-2, 6-3
- ビョルン・ボルグ vs.  ギレルモ・ビラス　6-3, 6-0, 6-2
- ロスコー・タナー vs.  ジミー・コナーズ　6-4, 6-2, 8-6

準決勝
- イリ・ナスターゼ vs.  ラウル・ラミレス　6-2, 9-7, 6-3
- ビョルン・ボルグ vs.  ロスコー・タナー　6-4, 9-8, 6-4

### 女子シングルス
準々決勝
- クリス・エバート vs.  オルガ・モロゾワ　6-3, 6-0
- マルチナ・ナブラチロワ vs.  スー・バーカー　6-3, 3-6, 7-5
- バージニア・ウェード vs.  ケリー・レイド　6-4, 6-2
- イボンヌ・グーラゴング・コーリー vs.  ロージー・カザルス　7-5, 6-3

準決勝
- クリス・エバート vs.  マルチナ・ナブラチロワ　6-3, 4-6, 6-4
- イボンヌ・グーラゴング・コーリー vs.  バージニア・ウェード　6-1, 6-2

## 決勝戦の結果
男子シングルス
- ビョルン・ボルグ vs.  イリ・ナスターゼ　6-4, 6-2, 9-7

女子シングルス
- クリス・エバート vs.  イボンヌ・グーラゴング・コーリー　6-3, 4-6, 8-6

男子ダブルス
- ブライアン・ゴットフリート＆ ラウル・ラミレス vs.  ロス・ケース＆ ジェフ・マスターズ　3-6, 6-3, 8-6, 2-6, 7-5

女子ダブルス
- クリス・エバート＆ マルチナ・ナブラチロワ vs.  ビリー・ジーン・キング＆ ベティ・ストーブ　6-1, 3-6, 7-5

混合ダブルス
- トニー・ローチ＆ フランソワーズ・デュール vs.  ディック・ストックトン＆ ロージー・カザルス　6-3, 2-6, 7-5